# Número de Bernoulli

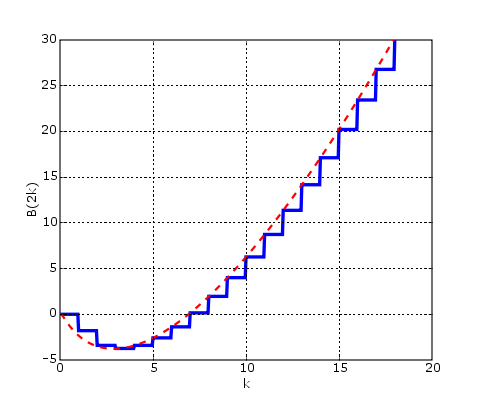
Imagen ilustrativa. Crecimiento logarítmico.

En matemáticas, los números de Bernoulli (denotados por {\displaystyle B_{n}} y, a veces, por {\displaystyle b_{n}} con el fin de distinguirlos de los números de Bell) constituyen una sucesión de números racionales con profundas conexiones en teoría de números. 
Fueron llamados así por Abraham de Moivre, en honor de Jacob Bernoulli, primer matemático que los estudió. 
Los números de Bernoulli también aparecen en la expansión de las funciones tangente y tangente hiperbólica mediante series de Taylor, en la fórmula de Euler-Maclaurin y en las expresiones de ciertos valores de la función zeta de Riemann.

## Introducción
Históricamente, surgieron de los trabajos de obtener una fórmula de la suma de potencias de números naturales, en función de la cantidad de sumandos:
{\displaystyle \sum _{m=1}^{n}m^{p}=1^{p}+2^{p}+\ldots +n^{p}}
Las formas cerradas de la expresión son siempre polinomios en {\displaystyle n} de orden {\displaystyle p+1}. Se obtuvo una de dichas formas mediante polinomios de Bernoulli y otra mediante el uso de números de Bernoulli:
{\displaystyle \sum _{m=1}^{n}m^{p}={\frac {1}{p+1}}\sum _{m=0}^{p}{p+1 \choose m}B_{m}\cdot (n+1)^{p+1-m}=p!\sum _{m=0}^{p}{\frac {B_{m}\cdot (n+1)^{p+1-m}}{(p+1-m)!\,\,m!}}}
{\displaystyle \sum _{m=0}^{n}m^{p}={\frac {B_{p+1}(n+1)-B_{p+1}(1)}{p+1}}\quad }
- Y los polinomios de Bernoulli se pueden calcular a partir de la siguiente fórmula:

{\displaystyle B_{p}(x)=\sum _{m=0}^{p}(-1)^{m}{p \choose m}B_{m}\cdot x^{p-m}}
Donde los {\displaystyle B_{m}\,} son los números de Bernouilli, con {\displaystyle B_{0}=1\,}; los demás números se calculan mediante la siguiente fórmula recursiva:
{\displaystyle B_{m}=-{\frac {1}{m+1}}\sum _{k=0}^{m-1}{m+1 \choose {k}}B_{k}=-m!\sum _{k=0}^{m-1}{\frac {B_{k}}{(m+1-k)!\,\,k!}}}
Por ejemplo, si {\displaystyle p=1\,}, tenemos que:
{\displaystyle \sum _{m=1}^{n}m=1+2+\ldots +n={\frac {1}{2}}\sum _{m=0}^{1}{2 \choose m}B_{m}\cdot (n+1)^{2-m}={\frac {1}{2}}\left[{2 \choose 0}B_{0}\,(n+1)^{2}+{2 \choose 1}B_{1}\,(n+1)\right]={\frac {1\cdot 1\cdot (n^{2}+2n+1)+2\cdot (-{\frac {1}{2}})\cdot (n+1)}{2}}={\frac {n^{2}+n}{2}}}
El primer algoritmo para la generación automática de números de Bernoulli fue descrito por primera vez por Ada Lovelace en sus notas del año 1843 sobre la máquina analítica de Charles Babbage.

## Definición de los números de Bernoulli
Se pueden definir de diversas formas equivalentes:
- Como los términos independientes de los polinomios de Bernoulli {\displaystyle B_{p}\,(x)} correspondientes, es decir, {\displaystyle B_{p}=B_{p}(0)\,}{\displaystyle \quad B_{p}^{+}=B_{p}(1)\,}

- utilizando las funciones generadoras en la variable x:

{\displaystyle {\frac {x}{e^{x}-1}}=\sum _{n=0}^{\infty }B_{n}{\frac {x^{n}}{n!}}\;:\quad {\mbox{si}}\quad |x|<2\pi \quad } variante con {\displaystyle B_{1}=-{\frac {1}{2}}}
{\displaystyle {\frac {xe^{x}}{e^{x}-1}}=\sum _{n=0}^{\infty }B_{n}^{+}{\frac {x^{n}}{n!}}\;:\quad {\mbox{si}}\quad |x|<2\pi \quad } variante idéntica excepto por {\displaystyle B_{1}^{+}={\frac {1}{2}}\quad }
donde cada coeficiente Bn de la serie de Taylor es el n-ésimo número de Bernoulli.

## Algunos valores
A continuación se ofrecen los primeros números de Bernoulli (las sucesiones completas de numeradores y denominadores en OEIS son, respectivamente, A027641 y A027642):
| n  | 0 | 1                                  | 2  | 3 | 4    | 5 | 6   | 7 | 8    | 9 | 10  | 11 | 12       | 13 | 14 | 15 | 16       | 17 | 18       | 19 | 20         |
| -- | - | ---------------------------------- | -- | - | ---- | - | --- | - | ---- | - | --- | -- | -------- | -- | -- | -- | -------- | -- | -------- | -- | ---------- |
| Bn | 1 | {\displaystyle \pm {\frac {1}{2}}} | 16 | 0 | −130 | 0 | 142 | 0 | −130 | 0 | 566 | 0  | −6912730 | 0  | 76 | 0  | −3617510 | 0  | 43867798 | 0  | −174611330 |

Se puede demostrar que {\displaystyle B_{n}=0} para todo n impar distinto de 1. La peculiar forma del valor de {\displaystyle B_{12}=-{\frac {691}{2730}}} parece señalar que los valores de los números de Bernoulli no tienen una descripción elemental; de hecho, esencialmente son valores de la función zeta de Riemann para enteros negativos y están asociados a propiedades profundas de la teoría de los números y, por ello, no se espera que tengan una formulación trivial. Se sabe que la suma de los números de Bernoulli diverge.

## Identidades relacionadas
Leonhard Euler expresó los números de Bernoulli en términos de la función zeta de Riemann con la expresión siguiente:
{\displaystyle B_{2k}=2(-1)^{k+1}{\frac {\zeta (2k)\;(2k)!}{(2\pi )^{2k}}}}
Para los valores negativos de k mayores o iguales a uno en la función zeta de Riemann se tiene:
{\displaystyle \zeta (-k)=-{\frac {B_{k+1}}{k+1}}}

## Propiedades aritméticas
Como ya se ha indicado, los números de Bernoulli pueden expresarse en términos de la función zeta de Riemann, lo que implica que en esencia, son valores de la función zeta para los enteros negativos. Así, se puede esperar que tengan propiedades aritméticas de índole no trivial, un hecho que fue descubierto por Ernst Kummer en sus trabajos sobre el Último teorema de Fermat.
Las propiedades de los números de Bernoulli relacionados con su divisibilidad se relacionan con los grupos de clases ideales de campos ciclotómicos gracias al teorema de Kummer y se refuerzan gracias al teorema de Herbrand-Ribet; también se relacionan con los campos cuadráticos gracias a las proposiciones de Ankey-Artin-Chowla. Tienen también conexión con las teorías-K algebraicas; si {\displaystyle c_{n}} es el numerador de {\displaystyle \scriptstyle {B_{n} \over {2n}}}, entonces el orden de {\displaystyle \scriptstyle K_{4n-2}(\mathbb {Z} )} es {\displaystyle -c_{2n}} si n es par y {\displaystyle 2c_{2n}} si n es impar.
Además, relacionada con la cuestión de la divisibilidad, existe un teorema (von Staudt-Clausen) que nos indica que si sumamos 1/p a {\displaystyle B_{n}} para todo número primo p tal que {\displaystyle \scriptstyle (p-1)|n}, el resultado es un número entero. Este hecho nos permite caracterizar de forma inmediata a los denominadores de los números de Bernoulli {\displaystyle B_{n}} distintos de cero como el producto de todos los números primos p tales que {\displaystyle \scriptstyle (p-1)|n}. En consecuencia los denominadores están libres de cuadrados y son divisibles por 6.
Finalmente, otro resultado (la conjetura de Agoh–Giuga) postula que p es un número primo si y solo si {\displaystyle \scriptstyle pB_{p-1}\equiv -1{\pmod {p}}}.

### Continuidad p-ádica
Una importante propiedad relacionada con la congruencia de los números de Bernoulli es la denominada propiedad de la «continuidad p-ádica». Esta propiedad dice lo siguiente: si b, m y n son enteros positivos tales que m y n no son divisibles por p - 1 y {\displaystyle \scriptstyle m\equiv n{\pmod {\varphi (p^{b})}}}, donde φ() es la función φ de Euler, entonces:
{\displaystyle (1-p^{m-1}){\frac {B_{m}}{m}}\equiv (1-p^{n-1}){\frac {B_{n}}{n}}{\pmod {p^{b}}}.}
Y, puesto que {\displaystyle B_{n}=-n\zeta (1-n)}, también puede escribirse como:
{\displaystyle (1-p^{-u})\zeta (u)\equiv (1-p^{-v})\zeta (v){\pmod {p^{b}}}}
donde u = 1 - m y v = 1 - n, de forma que 'u y v ni son positivos ni son congruentes con {\displaystyle \scriptstyle 1{\pmod {p-1}}}. En esencia, esto lo que nos indica es que la función zeta de Riemann, con {\displaystyle \scriptstyle 1-p^{z}} extraídos de la fórmula del producto de Euler, es continua tanto en los números p-ádicos como en los números enteros negativos congruentes módulo p - 1 con un a concreto tal que {\displaystyle \scriptstyle a\not \equiv 1{\pmod {p-1}}}, lo que permite extender el resultado a una función continua {\displaystyle \zeta _{p}(z)} para todos los enteros p-ádicos {\displaystyle \mathbb {Z} _{p},\,} en lo que se denomina función zeta p-ádica.